# Hrastova imela
Hrastova imela (europska žuta imela, europski ljepak; lat. Loranthus europaeus), poluparazitski grm iz porodice ljepkovki, raširen po srednjoj i južnoj Europi, te po dijelovima Azije (Turska, Sirija, Irak, Iran)
Raste najviše na hrastovima ali pogoduju joj i pitomi kesten, Obična bukva, viseća breza, lipa, obični grab, poljski javor ili klen (Acer campestre) pa i maslina. Naraste od 50 do 100 cm. Kora je svjetlosmeđa do tamnosmeđa (ponekad crnkasta). Listovi su listopadni i nasuprotni. Cjetovi su dvospolni ili jednospolni.
Sjemenke žute imele zaslijepe se za pogodnu granu nakon čega razviju poseban organ kojim prodiru u tkivo domaćina dok ne dođe do ksilema (provodnih cijevi kojima struji voda, minerali) Od domaćina uzima vodu i minerale, a organske tvari pribavlja fotosintezom. Vremenom domaćin počinje da se suši i propada.